# 꽃제비
꽃제비는 대한민국 내에서 조선민주주의인민공화국(이후 ‘북한’)의 가난한 어린이들을 일컫는 말이다. 현재로서는 러시아어 ‘코체비예’(кочевье 유랑, 유목)나 ‘코체브니크’(кочевник 유목자, 방랑자)에서 유래했다는 의견이 유력하다고 알려져 있으나, 어원과 등장시기가 확실치는 않다. 우익 성향의 언론인들은 이 단어가 1985년 이후 경제난이 심화되면서 널리 사용되었고, 1990년대의 북한을 상징하는 단어가 됐다고 주장한다. 하지만, 꽃제비 설은 일본인 언론인에 의해 처음으로 쓰여진 용어이고, 조선민주주의인민공화국 내에서 실제로 쓰여지는 개념인지, 또한, 그 실체가 있는지에 대해 증명이 되지 않았기에 학술적으로 인정되는 개념은 아니다.

## 어원
어원에 대해서는 여러 가지 설이 있으나 명확한 근거가 제시되고 있지 않으며, 등장 시기도 불분명하다. 유력하다고 여겨지는 러시아어 어원설의 경우에도 현재 2001년 평양 문학예술종합출판사에서 출간한 장편소설 <열병광장>이 유일한 근거이다. 하지만 <열병광장>이 단순한 역사소설이라기 보다 김일성을 찬양하며 꽃제비에 대한 부정적 시각을 담고 있기 때문에 꽃제비에 대한 정확한 어원연구에 근거했는지에 대한 의문이 존재한다. 또한 꽃제비라는 단어의 등장시기를 1940년대로 보는 시각 또한 <열병광장>에 근거하고 있는데, 동시기 자료가 아니므로 정확한 근거로 보기 어려우며 꽃제비가 실질적으로 널리 사용된 것은 80년대 이후이기 때문에 모순된다는 의견도 있다.
그 외 꽃제비의 어원에 대한 다른 설명으로는, 소매치기를 뜻하는 ‘잽이’ ‘잡이’에서 유래해 '제비'가 되었다는 설과 먹을 것을 찾아 따뜻한 곳으로만 떠돌아다니는 부랑자를 철새에 비유해 '제비'라 부르게 되었다는 설이 있으며, ‘꽃’이란 접두어는 거지를 뜻하는 중국어 화쯔(花子)에서 따온 말이라는 설이 있다.

## 소설
대한민국의 김바다 작가가 쓴 '꽃제비'라는 책이 있다.

### 조선민주주의인민공화국에서
어원과 관련해 2001년 3월에 발표된 북한의 장편소설 〈열병광장〉에 설명이 있다. 이 소설은 김일성의 일대기를 다룬 총서 《불멸의 력사》 시리즈의 하나로, 광복 후 북한 정권 수립과정을 다루고 있다. 이 소설은 넝마 같은 옷을 입고 시장 바닥을 헤매는 집 없는 아이들을 꽃제비로 부르고 있다.

### 해외에서
LA타임즈의 바바라 데믹 기자는 청진 출신 탈북자 여섯 명을 취재해 '세상에 부럼 없어라(Nothing to envy)'라는 책을 펴낸 바 있다. 책 제목은 북한 사람은 누구나 외워 부르도록 되어 있는 가요 제목이기도 하다. 그 중 한 부분을 발췌하면 다음과 같다.
- 준상의 눈에 꽃제비 아이들이 들어왔다. 노래를 부르며 재주를 부리고 있었다. (중략) 아이의 마르고 가냘픈 몸은 성인용 공장 작업복 속에 푹 잠겨 있었다. (중략) 아이는 비에 쫄딱 젖은 채 땟국물을 흘리며 굶주린 배를 움켜쥐고 노래를 부르고 있었다.[9]

## 같이 보기
- 탈북자
- 조선민주주의인민공화국의 인권
- 조선민주주의인민공화국의 정치